# Ťü-žan
Tü-žan (čínsky pchin-jinem Jùrán, znaky 巨然, druhá polovina 10. století), byl čínský malíř žijící koncem období pěti dynastií a deseti říší v jihočínské říši Jižní Tchang a v počátcích říše Sung. Patřil k zakladatelům literátské tušové malby, tzv. jižní školy.

## Jména
Tü-žan je mnišské jméno, které přijal po vstupu do buddhistického kláštera, jeho vlastní jméno je neznámé.

## Život a dílo
Tü-žan pocházel z jihočínského Ťiang-ningu (v moderní době část Nankingu), nebo Čung-lingu (moderní okres Ťin-sien v prefektuře Nan-čchang v provincii Ťiang-si). Jeho přesná životní data nejsou známá, byl aktivní ve druhé polovině 10. století, na přelomu období pěti dynastií a deseti říší a sungské éry.
V mládí vstoupil do buddhistického kláštera Kchaj-jüan-s’ v Ťiang-ningu, tam se patrně naučil malovat. Později žil u císařského dvora říše Jižní Tchang jako žák malíře Tung Jüana. Po dobytí státu Jižní Tchang Sungy roku 975 přešel k sungskému císařskému dvoru v Kchaj-fengu, přitom však stále zůstával mnichem. Mezi dvorskými malíři zaujal významné postavení, byla mu například svěřena výzdoba Nefritového sálu císařské malířské akademie.
Z jeho díla se zachovaly pouze kopie z 11. – 12. století. Maloval tušové krajiny ve stylu svého učitele Tung Jüana, příkladem je obraz Horské srázy a hustý les s charakteristickou kompozicí. Jiný jeho obraz, Hledám Cestu v podzimních horách, je kompozičně bližší dílům severní školy pěstované v sungské císařské malířské akademii, stylisticky však zůstává na půdě „jižního“ literátského malířství.
Klasickou čínskou kritikou (počínaje Tung Čchi-čchangem) je, společně s Tung Jüanem, hodnocen jako jeden ze zakladatelů jižní školy čínské malby. Přitom jeho dílo tvořilo přechod mezi pracemi Tung Jüana a literátskou malbou pozdějších umělců, např. mlžně-oblačným stylem Mi Fua.

## Galerie

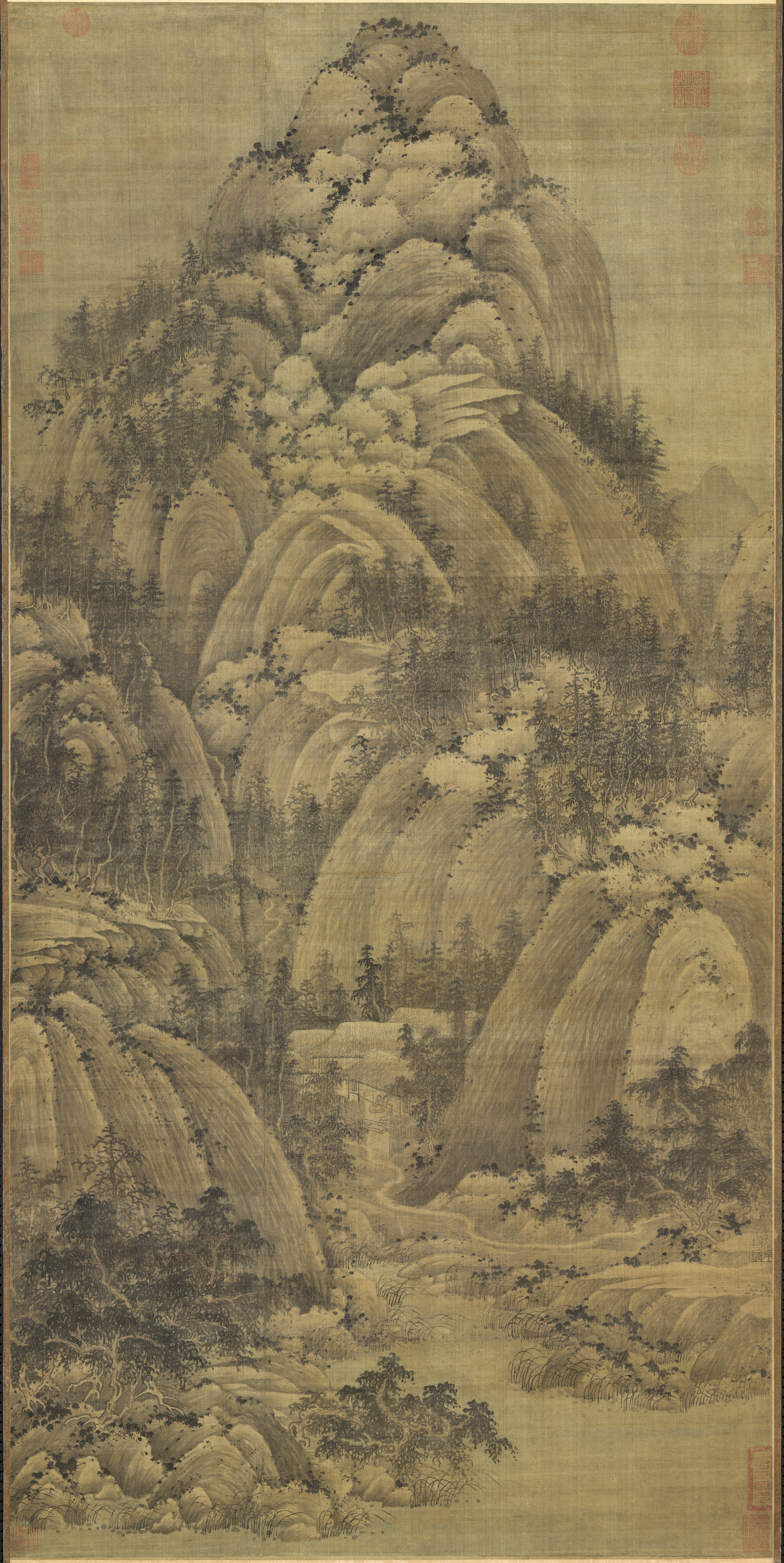
Tü-žan, Hledám Cestu v podzimních horách, Národní palácové muzeum, Tchaj-pej
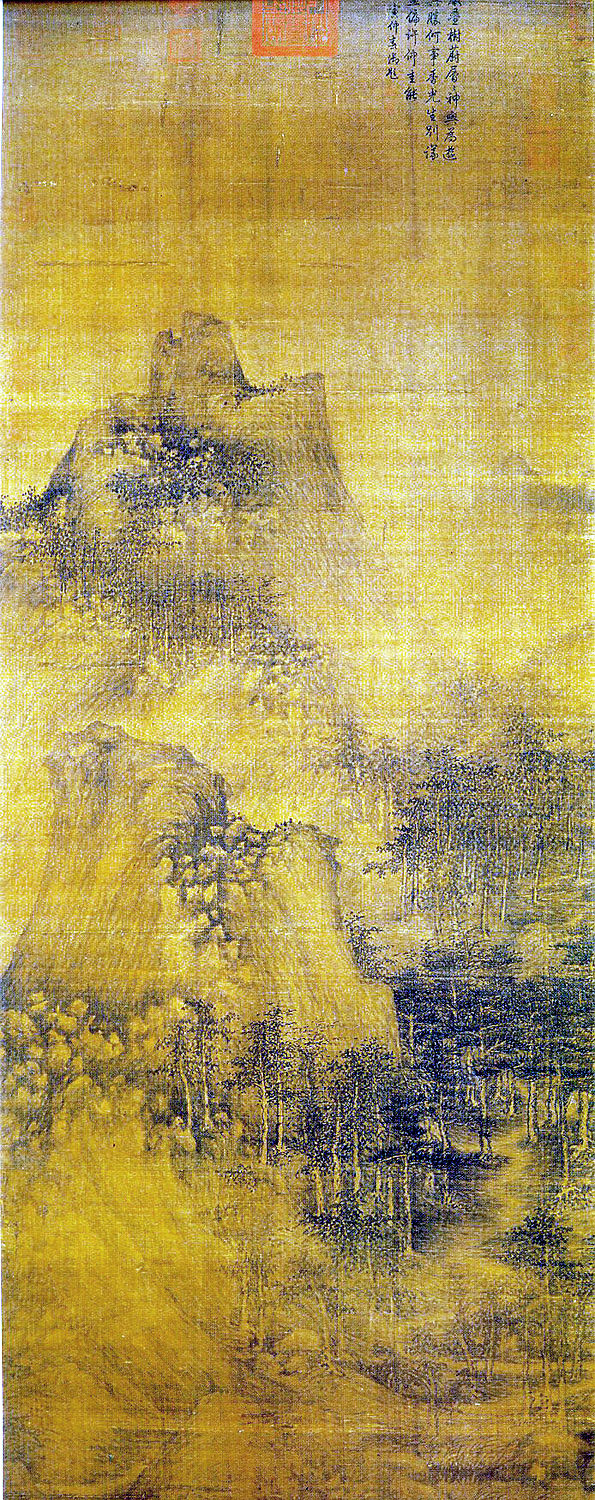
Tü-žan, Horské srázy a hustý les, Národní palácové muzeum, Tchaj-pe